# Дьячков, Александр Алексеевич
Александр Алексеевич Дьячков (1923—1945) — советский военный лётчик. Участник Великой Отечественной войны. Герой Советского Союза (1946, посмертно). Гвардии старший лейтенант (разжалован в рядовые).

## Биография
Родился в 1923 году в деревне Зеленовка Кирсановского уезда Тамбовской губернии в семье крестьянина. Окончил неполную среднюю школу (8 классов). С 1941 года — служба в Красной Армии. В 1942 году окончил Борисоглебскую военную авиашколу.
Боевой путь Дьячкова начался перед Курской битвой в составе 297-го истребительного авиаполка (впоследствии — 179-й гв.истребительный авиаполк) 14 гвардейской истребительной авиадивизии 3-го гвардейского истребительного авиакорпуса 5-й воздушной армии. Весь боевой путь прошёл на истребителях Ла-5, сражался на Курской дуге, участвовал в битве за Днепр, Ясско-Кишинёвской операции, освобождал Венгрию. 
К марту 1945 года гвардии старший лейтенант Дьячков совершил около 250 боевых вылетов, провел 61 воздушный бой и сбил лично 30 самолётов противника и 1 в группе. В октябре 1944 года гвардии старший лейтенант А. А. Дьячков вместе с двумя летчиками в нетрезвом виде совершил преступление (убийство заведующего продовольственным складом), за которое все трое были осуждены 4 июня 1944 года военным трибуналом на 10 лет с разжалованием в рядовые. Отбывал наказание при своей части, продолжая выполнять боевые вылеты. Разбился 31 марта 1945 года на аэродроме Аллагивилла в пригороде Будапешта на учебном варианте самолёта Ла-5. Похоронен на месте гибели.
15 мая 1946 года лётчику посмертно присвоено звание Герой Советского Союза. Кроме того награждён орденом Ленина, двумя орденами Красного Знамени, орденом Отечественной войны 2-й степени и медалями.